# Centre de ressources en langues
Pour les articles homonymes, voir CRL.

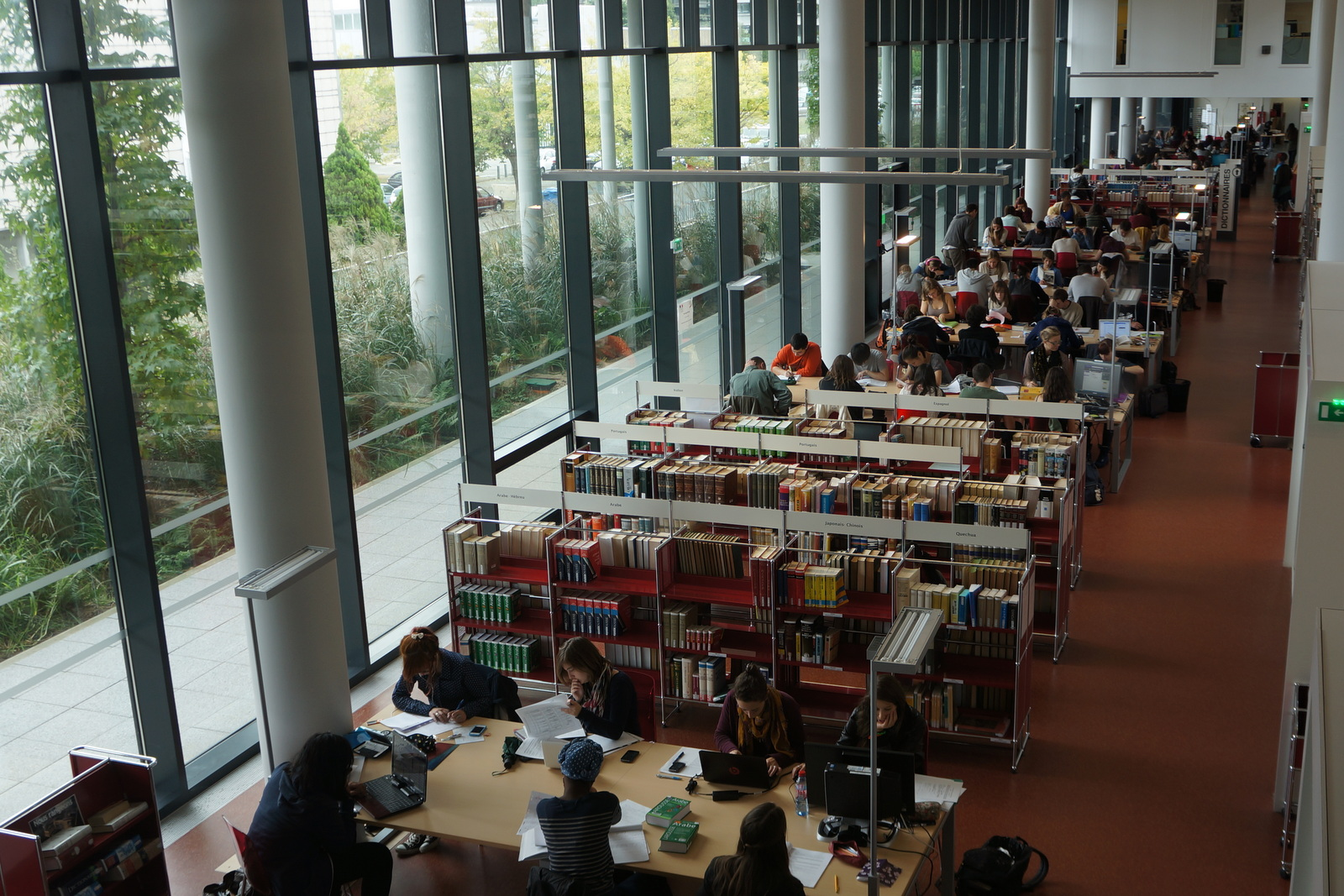
Centre de ressources en langues de l'Université Toulouse - Jean Jaurès (2013).

Un centre de ressources en langues (CRL) propose des ressources variées pour l'apprentissage des langues. Les étudiants viennent y travailler selon leurs objectifs et ceux de l'institution. Ils font partie d'un groupe constitué dans leur discipline, sans critère de niveau, qu'un enseignant encadre dans un créneau horaire fixe. Cet accès fixe peut être complété par un accès libre dans des créneaux prévus à cet effet. Un CRL comprend cinq espaces de travail : un espace « audio » pour l'écoute de CD, un espace vidéo, un espace informatique, avec CD-ROM, logiciels et Internet, un espace réservé aux supports écrits (dossiers de travail, journaux, revues spécialisées, livres) et un espace conversation dédié à l'expression orale.
L'enseignant conseille et informe les étudiants, notamment en ce qui concerne les objectifs d'apprentissage. À chaque séance de travail, les étudiants remplissent une feuille de suivi, sur laquelle ils notent la référence des ressources utilisées, le travail effectué et sa durée. Cette trace écrite permet de faire régulièrement le point sur le travail accompli.